# Новая Вязовка
Новая Вязо́вка — посёлок в Красноармейском районе Самарской области. Входит в состав сельского поселения Ленинский.
Расположен на востоке района, на правом притоке Большой Вязовки, в 19 км к востоку от села Красноармейское и в 55 км к югу от Самары. Через посёлок проходит автодорога Красноармейское — Ленинский — Новая Вязовка — Яблоновый Овраг — А300 «Самара — Уральск».

## История
В 1973 г. Указом Президиума ВС РСФСР поселок отделения № 4 совхоза имени Ленина переименован в Новая Вязовка.

## Население
| 2010 |
| ---- |
| 137  |